# Estadio Rumiñahui
El estadio Rumiñahui (oficialmente conocido como estadio Municipal General Rumiñahui) es un estadio multiusos. Está ubicado entre las calles Espejo y Eloy Alfaro de la ciudad de Sangolquí, provincia de Pichincha. Fue inaugurado el 30 de mayo de 1941. Es usado mayoritariamente para la práctica del fútbol. Tiene capacidad para 7500 espectadores.

## Historia
Desempeña un importante papel en el fútbol local, ya que el club rumiñahuense y sangolquileño como el Clan Juvenil hacía de local en este escenario deportivo en su trayectoria dentro del fútbol profesional, desde la Segunda Categoría hasta la Serie A.
El estadio es sede de distintos eventos deportivos a nivel local, así como es escenario para varios eventos de tipo cultural, especialmente conciertos musicales (que también se realizan en el Coliseo de la Liga Cantonal de Rumiñahui de Sangolquí).